# Bretteville-Saint-Laurent
 Bretteville-Saint-Laurent  es una población y comuna francesa, en la región de Alta Normandía, departamento de Sena Marítimo, en el distrito de Rouen y cantón de Doudeville.

## Demografía
| 176 | 135 | 136 | 169 | 186 | 183 |
| Para los censos de 1962 a 1999 la población legal corresponde a la población sin duplicidades (Fuente: INSEE [Consultar]) |     |     |     |     |     |